# Mykola Avilov
Mykola Viktorovyč Avilov (in ucraino Микола Вікторович Авілов?, in russo Николай Викторович Авилов?, Nikolaj Viktorovič Avilov) (Odessa, 6 agosto 1948) è un ex multiplista sovietico, medaglia d'oro nel decathlon ai Giochi olimpici di Monaco di Baviera 1972 e bronzo a Montréal 1976.
Dall'8 settembre 1972 al 10 agosto 1975 ha detenuto il record mondiale del decathlon con 8466 punti.

## Carriera
Nel 1972 fu insignito dell'Ordine della Bandiera rossa del lavoro.

## Palmarès
| Anno | Manifestazione  | Sede              | Evento    | Risultato | Punteggio | Note            |
| ---- | --------------- | ----------------- | --------- | --------- | --------- | --------------- |
| 1972 | Giochi olimpici | Monaco di Baviera | Decathlon | Oro       | 8466      | Record mondiale |
| 1976 | Giochi olimpici | Montréal          | Decathlon | Bronzo    | 8378      |                 |

Altri risultati
- Universiadi
  - Torino 1970:  Oro nel decathlon